# Sainte-Pexine
Sainte-Pexine és un municipi francès situat al departament de Vendée i a la regió de País del Loira. L'any 2007 tenia 232 habitants.

## Demografia

### Població
El 2007 la població de fet de Sainte-Pexine era de 232 persones. Hi havia 101 famílies de les quals 27 eren unipersonals (23 homes vivint sols i 4 dones vivint soles), 43 parelles sense fills, 27 parelles amb fills i 4 famílies monoparentals amb fills.
La població ha evolucionat segons el següent gràfic:
Habitants censats

### Habitatges
El 2007 hi havia 129 habitatges, 100 eren l'habitatge principal de la família, 20 eren segones residències i 9 estaven desocupats. 127 eren cases i 2 eren apartaments. Dels 100 habitatges principals, 81 estaven ocupats pels seus propietaris, 17 estaven llogats i ocupats pels llogaters i 3 estaven cedits a títol gratuït; 6 tenien dues cambres, 20 en tenien tres, 28 en tenien quatre i 46 en tenien cinc o més. 79 habitatges disposaven pel capbaix d'una plaça de pàrquing. A 55 habitatges hi havia un automòbil i a 38 n'hi havia dos o més.

### Piràmide de població
La piràmide de població per edats i sexe el 2009 era:
| Homes | Edats   | Dones |
| ----- | ------- | ----- |
| 0     | 95 o +  | 0     |
| 0     | 90 a 94 | 0     |
| 8     | 85 a 89 | 4     |
| 0     | 80 a 84 | 8     |
| 8     | 75 a 79 | 0     |
| 12    | 70 a 74 | 4     |
| 4     | 65 a 69 | 16    |
| 4     | 60 a 64 | 0     |
| 4     | 55 a 59 | 8     |
| 4     | 50 a 54 | 8     |
| 0     | 45 a 49 | 0     |
| 12    | 40 a 44 | 0     |
| 4     | 35 a 39 | 8     |
| 16    | 30 a 34 | 8     |
| 8     | 25 a 29 | 12    |
| 4     | 20 a 24 | 8     |
| 16    | 15 a 19 | 4     |
| 0     | 10 a 14 | 0     |
| 8     | 5 a 9   | 8     |
| 8     | 0 a 4   | 16    |

## Economia
El 2007 la població en edat de treballar era de 135 persones, 106 eren actives i 29 eren inactives. De les 106 persones actives 93 estaven ocupades (53 homes i 40 dones) i 14 estaven aturades (7 homes i 7 dones). De les 29 persones inactives 11 estaven jubilades, 6 estaven estudiant i 12 estaven classificades com a «altres inactius».

### Ingressos
El 2009 a Sainte-Pexine hi havia 105 unitats fiscals que integraven 233 persones, la mediana anual d'ingressos fiscals per persona era de 16.768 €.

### Activitats econòmiques
Dels 8 establiments que hi havia el 2007, 2 eren d'empreses de construcció, 3 d'empreses de serveis, 1 d'una entitat de l'administració pública i 2 d'empreses classificades com a «altres activitats de serveis».
Els 2 serveis als particulars que hi havia el 2009 eren fusteries.
L'any 2000 a Sainte-Pexine hi havia 18 explotacions agrícoles que ocupaven un total de 1.236 hectàrees.

## Poblacions més properes
El següent diagrama mostra les poblacions més properes.